# Okręg Montbéliard
Okręg Montbéliard (fr. Arrondissement de Montbéliard) – okręg we wschodniej Francji. Populacja wynosi 183 tysiące.

## Podział administracyjny
W skład okręgu wchodzą następujące kantony:
- Audincourt,
- Clerval,
- Étupes,
- Hérimoncourt,
- l'Isle-sur-le-Doubs,
- Maîche,
- Montbéliard-Est,
- Montbéliard-Ouest,
- Pont-de-Roide,
- Saint-Hippolyte,
- Sochaux-Grand-Charmont,
- Valentigney.